# 4-Stunden-Rennen von Sepang 2023, 1. Rennen

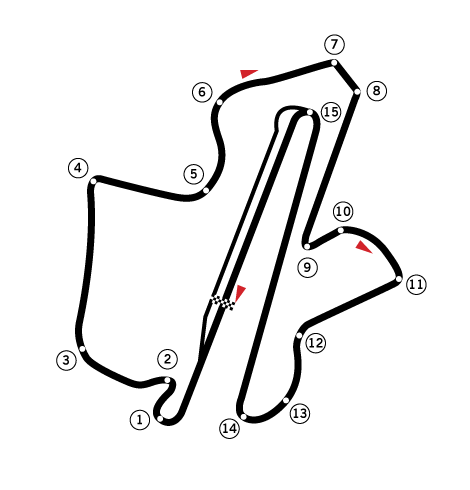
Streckenlayout des Sepang International Circuit

Das erste 4-Stunden-Rennen von Sepang 2023, auch Asian Le Mans Series, 4 hours of Sepang 2023, fand am 2. Dezember auf dem Sepang International Circuit statt und war der erste Wertungslauf der Asian Le Mans Series 2024.

## Das Rennen
Die Asian Le Mans Series 2024 begann bereits 2023 mit zwei Rennen auf dem Sepang International Circuit. Startberechtigt waren Fahrzeuge der LMP2- und LMP3-Klasse sowie GT3-Rennwagen. Nach einer Fahrzeit von 3:43:26,017 Stunden siegten Ahmad Al Harthy, Nikita Masepin und Louis Delétraz im Oreca 07 von 99 Racing.

## Ergebnisse

### Schlussklassement
| 1           | LMP2 | 99 | 99 Racing                     | Ahmad Al Harthy ---- Nikita Masepin Louis Delétraz     | Oreca 07                      | 100 |
| 2           | LMP2 | 83 | AF Corse                      | François Perrodo Matthieu Vaxivière Alessio Rovera     | Oreca 07                      | 100 |
| 3           | LMP2 | 3  | DKR Engineering               | Alexander Mattschull Tom Dillmann Laurents Hörr        | Oreca 07                      | 100 |
| 4           | LMP2 | 55 | Proton Competition            | P. J. Hyett Harry Tincknell Paul-Loup Chatin           | Oreca 07                      | 100 |
| 5           | LMP2 | 22 | Proton Competition            | Giorgio Roda Julien Andlauer René Binder               | Oreca 07                      | 100 |
| 6           | LMP2 | 4  | CrowdStrike Racing by APR     | George Kurtz Colin Braun Malthe Jakobsen               | Oreca 07                      | 100 |
| 7           | LMP2 | 90 | TF Sport                      | Salih Yoluç Michael Dinan Charlie Eastwood             | Oreca 07                      | 100 |
| 8           | LMP2 | 25 | Algarve Pro Racing            | Chris McMurry Freddie Tomlinson Toby Sowery            | Oreca 07                      | 100 |
| 9           | LMP2 | 24 | Nielsen Racing                | Ian Loggie Alex García Ferdinand Habsburg              | Oreca 07                      | 99  |
| 10          | LMP2 | 44 | ARC Bratislava                | Miroslav Konôpka Mathias Beche Jonas Ried              | Oreca 07                      | 99  |
| 11          | LMP2 | 30 | Duqueine Team                 | John Falb Carl Wattana Bennett Oliver Rasmussen        | Oreca 07                      | 98  |
| 12          | LMP3 | 17 | COOL Racing                   | James Winslow Alexander Bukhantsov Danial Frost        | Ligier JS P320                | 96  |
| 13          | LMP3 | 2  | CD Sport                      | Michael Jensen Nick Adcock Fabien Lavergne             | Ligier JS P320                | 96  |
| 14          | LMP3 | 26 | Bretton Racing                | Dan Skočdopole Julien Gerbi Mihnea Stefan              | Ligier JS P320                | 96  |
| 15          | LMP3 | 20 | High Class Racing             | Auðunn Guðmundsson Anders Fjordbach Seth Lucas         | Ligier JS P320                | 95  |
| 16          | GT   | 42 | Saintéloc Racing              | Christopher Haase Gilles Magnus Alban Varutti          | Audi R8 LMS Evo II            | 94  |
| 17          | GT   | 66 | Attempto Racing               | Dylan Pereira Alex Aka ---- Andrey Mukovoz             | Audi R8 LMS Evo II            | 94  |
| 18          | GT   | 43 | Saintéloc Racing              | Dennis Marschall Paul Evrard Zhou Bihuang              | Audi R8 LMS Evo II            | 94  |
| 19          | GT   | 7  | Al Manar Racing by GetSpeed   | Al Faisal Al Zubair Martin Konrad Fabian Schiller      | Mercedes-AMG GT3 Evo          | 94  |
| 20          | GT   | 19 | Leipert Motorsport            | Gabriel Rindone Brendon Leitch Marco Mapelli           | Lamborghini Huracán GT3 Evo 2 | 94  |
| 21          | GT   | 91 | Pure Rxcing                   | Alex Malykhin Klaus Bachler Joel Sturm                 | Porsche 911 GT3 R (992)       | 94  |
| 22          | GT   | 88 | Triple Eight Race Engineering | Jefri Ibrahim Broc Feeney Luca Stolz                   | Mercedes-AMG GT3 Evo          | 94  |
| 23          | GT   | 9  | GetSpeed                      | Anthony Bartone Aaron Walker Steve Jans                | Mercedes-AMG GT3 Evo          | 93  |
| 24          | GT   | 86 | GR Racing                     | Mike Wainwright Ben Barker Riccardo Pera               | Ferrari 296 GT3               | 93  |
| 25          | GT   | 21 | AF Corse                      | Simon Mann François Hériau Davide Rigon                | Ferrari 296 GT3               | 93  |
| 26          | GT   | 8  | EBM                           | Setiawan Santoso Tanart Sathienthirakul Bastian Buus   | Porsche 911 GT3 R (992)       | 93  |
| 27          | GT   | 84 | EBM                           | Adrian D’Silva Kerong Li Earl Bamber                   | Porsche 911 GT3 R (992)       | 93  |
| 28          | GT   | 69 | Optimum Motorsport            | Sam De Haan James Cottingham Tom Gamble                | McLaren 720S GT3 Evo          | 93  |
| 29          | GT   | 11 | Attempto Racing               | ---- Alexey Nesov ---- Sergey Titarenko Ilya Gorbatsky | Audi R8 LMS Evo II            | 93  |
| 30          | GT   | 95 | TF Sport                      | John Hartshorne Ben Tuck Jonny Adam                    | Aston Martin Vantage AMR GT3  | 93  |
| 31          | GT   | 77 | D'Station Racing              | Satoshi Hoshino Tomonobu Fujii Casper Stevenson        | Aston Martin Vantage AMR GT3  | 93  |
| 32          | GT   | 27 | Optimum Motorsport            | Mark Radcliffe Rob Bell Ollie Millroy                  | McLaren 720S GT3 Evo          | 93  |
| 33          | GT   | 93 | Team Project 1                | Darren Leung Christian Bogle Dan Harper                | BMW M4 GT3                    | 89  |
| 34          | GT   | 75 | Team Motopark                 | Lukas Dunner Heiko Neumann Morten Strømsted            | Mercedes-AMG GT3 Evo          | 89  |
| 35          | GT   | 56 | Team Project 1                | Sean Gelael Maxime Oosten Huilin Han                   | BMW M4 GT3                    | 87  |
| 36          | GT   | 82 | AF Corse                      | Charles-Henri Samani Emmanuel Collard Kei Cozzolino    | Ferrari 296 GT3               | 87  |
| Ausgefallen |      |    |                               |                                                        |                               |     |
| 37          | LMP3 | 65 | Viper Niza Racing             | Douglas Khoo Dominic Ang Josh Burdon                   | Ligier JS P320                | 80  |
| 38          | GT   | 33 | Herberth Motorsport           | Antares Au Tim Heinemann Matteo Cairoli                | Porsche 911 GT3 R (992)       | 72  |
| 39          | GT   | 37 | Craft-Bamboo Racing           | Anthony Liu Jules Gounon Jayden Ojeda                  | Mercedes-AMG GT3 Evo          | 1   |

### Nur in der Meldeliste
Zu diesem Rennen sind keine weiteren Meldungen bekannt.

### Klassensieger
| Klasse | Fahrer            | Fahrer               | Fahrer         | Fahrzeug           | Platzierung im Gesamtklassement |
| ------ | ----------------- | -------------------- | -------------- | ------------------ | ------------------------------- |
| LMP2   | Ahmad Al Harthy   | ---- Nikita Masepin  | Louis Delétraz | Oreca 07           | Gesamtsieg                      |
| LMP3   | James Winslow     | Alexander Bukhantsov | Danial Frost   | Ligier JS P320     | Rang 12                         |
| GT     | Christopher Haase | Gilles Magnus        | Alban Varutti  | Audi R8 LMS Evo II | Rang 16                         |

### Renndaten
- Gemeldet: 39
- Gestartet: 39
- Gewertet: 36
- Rennklassen: 3
- Zuschauer: unbekannt
- Wetter am Renntag: warm und trocken
- Streckenlänge: 5,543 km
- Fahrzeit des Siegerteams: 3:43:26,017 Stunden
- Gesamtrunden des Siegerteams: 100
- Gesamtdistanz des Siegerteams: 554,300 km
- Siegerschnitt: unbekannt
- Pole Position: Salih Yoluç – Oreca 07 (#90) – 1:53,653 = 175,600 km/h
- Schnellste Rennrunde: Louis Delétraz – Oreca 07 (#99) – 1:52,991
- Rennserie: 1. Lauf zur Asian Le Mans Series 2024